# SyncML
SyncML (Synchronization Markup Language) è il nome con cui era noto lo standard ora chiamato Open Mobile Alliance Data Synchronization and Device Management. Si tratta di uno standard di sincronizzazione dell'informazione indipendente dalla piattaforma.
Le soluzioni di sincronizzazione dei dati, soprattutto legate a dispositivi mobili, erano in precedenza spesso legate al venditore o al sistema operativo. L'obiettivo di SyncML è di superare questo limite offrendo uno standard aperto. Le maggiori compagnie come Samsung, Motorola, Nokia, Sony Ericsson e Siemens AG già implementano SyncML nei loro prodotti.
Philippe Kahn è stato un personaggio chiave in questo processo con la Starfish Software, poi acquisita da Motorola. La sua visione è espressa con:
SyncML è pensato soprattutto come un metodo di sincronizzazione dei contatti e del calendario tra alcuni tipi di palmari, telefoni cellulari e computer (personal o network-based service). La nuova versione delle specifiche include anche il supporto per push email, fornendo un protocollo standard alternativo a soluzioni proprietarie come BlackBerry.
La versione attuale è la 1.1.2. La versione 1.2 è una candidata come standard ed è disponibile sulla pagina OMA Release Program and Specifications.